# Обозерское городское поселение
Обозерское городское поселение или муниципальное образование «Обозерское» — упразднённое муниципальное образование со статусом городского поселения в Плесецком муниципальном районе Архангельской области. 
Соответствовало административно-территориальным единицам в Плесецком районе — посёлку городского типа Обозерский и Сосновскому сельсовету (с центром в посёлке Летнеозерский).
Административный центр — рабочий посёлок Обозерский.
Законом Архангельской области от 26 апреля 2021 года № 412-25-ОЗ с 1 июня 2021 года упразднено в связи с преобразованием городских и сельских поселений Плесецкого муниципального района путём их объединения и наделения вновь образованного муниципального образования статусом Плесецкого муниципального округа.

## География
Обозерское городское поселение находится в центре Плесецкого района Архангельской области. На территории поселения выделяется озеро Обозеро, реки Ваймуга, Большая Кяма, Кяма и Илекса. Граничит на севере с Самодедским, на юге с Емцовским сельскими поселениями. В 3 км юго-восточнее посёлка Обозерский находится военный аэродром Летнеозёрск.

## История
Муниципальное образование было образовано в 2006 году.
Указом ПВС РСФСР от 18.06.1941 года был образован Сосновский сельский совет из части территории Яковлевского совета. Указом ПВС РСФСР от 17.06.1954 года Щукозерский сельсовет был включён в Яковлевский. Указом ПВС РСФСР от 12.09.1957 года населённый пункт Обозерская Яковлевского сельсовета был отнесён к категории рабочих посёлков с присвоением наименования Обозерский и преобразованием Яковлевского сельского совета в Обозерский поселковый совет.

## Население
Численность населения Обозерского городского поселения на 1 января 2020 года — 4 068 чел., в том числе городское — 3 368 чел., сельское — 700 человек.
| 2005  | 2010  | 2011  | 2012  | 2013  | 2014  | 2015  |
| ----- | ----- | ----- | ----- | ----- | ----- | ----- |
| 4945  | ↘4402 | ↘4397 | ↘4336 | ↘4207 | ↘4131 | ↘4068 |
| 2016  | 2017  | 2018  | 2019  | 2020  | 2021  |       |
| ↘3995 | ↘3928 | ↘3892 | ↘3767 | ↘3664 | ↘3594 |       |

## Состав поселения
В состав городского поселения входят 12 населённых пунктов:
- посёлок Большая Кяма
- посёлок Великоозерский
- посёлок Летнеозерский
- посёлок Малиновка
- деревня Малые Озерки
- посёлок Мошное
- посёлок городского типа Обозерский
- посёлок Первомайский
- посёлок Сосновка
- посёлок Уромец
- посёлок Швакино
- село[21] Щукозерье

### Топографические карты
- Лист карты P-37-V,VI Обозерский. Масштаб: 1 : 200 000. Указать дату выпуска/состояния местности.
- [web.archive.org/web/20030422061555/mapp37.narod.ru/map1/p37021022.html Топографическая карта P-37-21,22_ Обозерский. Масштаб: 1:100 000.]